# Алгоритм Дикстры
Алгоритм Дикстры — метод нахождения точки из пересечения выпуклых множеств. Является вариантом метода поочерёдного проецирования, известного также как метод проецирования в выпуклые множества. В простейшем варианте метод находит точку из пересечения двух выпуклых множеств путём итеративного проецирования в каждое из них. Метод отличается от метода поочерёдного проецирования наличием промежуточных шагов. Параллельную версия алгоритма разработали Гафке и Матар.
Метод назван именем Ричарда Л. Дикстры, предложившего его в 1980-х годах.
Ключевое отличие между алгоритмом Дикстры и методом стандартного поочерёдного проецирования возникает в случае, когда пересечение двух множеств состоит из более чем одной точки. В этом случае метод поочерёдного проецирования даёт некоторую произвольную точку в пересечении, в то время как алгоритм Дикстры даёт вполне определённую точку — проекцию точки r в пересечение, где r — данная алгоритму начальная точка.

## Алгоритм

Алгоритм Дикстры находит для каждой точки {\displaystyle r} единственную точку в {\displaystyle {\bar {x}}\in C\cap D}, такую что:
{\displaystyle \|{\bar {x}}-r\|^{2}\leqslant \|x-r\|^{2},} для всех {\displaystyle x\in C\cap D,}
где {\displaystyle C,D} являются выпуклыми множествами.  Эта задача эквивалентна поиску проекции точки {\displaystyle r} во множество {\displaystyle C\cap D}, которую мы обозначим {\displaystyle {\mathcal {P}}_{C\cap D}}.
Чтобы использовать алгоритм Дикстры, нужно знать, каким образом находить проекцию точки во множества {\displaystyle C} и {\displaystyle D} по отдельности.
Сначала рассмотрим метод поочерёдного проецирования (типа POCS) (который исследовал первоначально для случая, когда множества {\displaystyle C,D} являются линейными подпространствами, Джон фон Нейман). Метод стартует с точки {\displaystyle x_{0}=r} и создаёт последовательность
{\displaystyle x_{k+1}={\mathcal {P}}_{C}\left({\mathcal {P}}_{D}(x_{k})\right)}.
Алгоритм Дикстры имеет аналогичный вид, но использует дополнительные переменные. Метод начинает с {\displaystyle x_{0}=r,p_{0}=q_{0}=0} и обновляет переменные по формулам
{\displaystyle y_{k}={\mathcal {P}}_{D}(x_{k}+p_{k})}
{\displaystyle p_{k+1}=x_{k}+p_{k}-y_{k}}
{\displaystyle x_{k+1}={\mathcal {P}}_{C}(y_{k}+q_{k})}
{\displaystyle q_{k+1}=y_{k}+q_{k}-x_{k+1}.}
Последовательность точек {\displaystyle (x_{k})} сходится к решению исходной задачи. О сходимости и современных модификациях см. статью Комбета и Песке.